# Ruda (Ruda-Bugaj)
Ruda – dawniej samodzielna wieś, obecnie część wsi Ruda-Bugaj w Polsce położona w województwie łódzkim, w powiecie zgierskim, w gminie Aleksandrów Łódzki. Poodzielona jest na części Ruda Dolna (SIMC 1042041) i Ruda Górna (SIMC 1042058)

## Historia
Dawniej samodzielna miejscowość; od 1867 w gminie Brużyca. W okresie międzywojennym należała do powiatu łódzkiego w woj. łódzkim. W 1921 roku liczyła 222 mieszkańców. 27 marca 1924 zniesiono gminę Brużyca, a Rudę włączono do nowo utworzonej gminy Brużyca Wielka. 1 września 1933 Ruda ustanowiła odrębną gromadę (sołectwo) w granicach gminy Brużyca Wielka, składającą się ze wsi Ruda i Bugaj. 
Podczas II wojny światowej włączona do III Rzeszy. Po wojnie Ruda powróciła do powiatu łódzkiego w woj. łódzkim jako jedna z 20 gromad gminy Brużyca Wielka. W związku z reorganizacją administracji wiejskiej jesienią 1954, Ruda weszła w skład nowej gromady Ruda-Bugaj, a po jej zniesieniu 1 stycznia 1958 – do gromady Brużyca Wielka. W 1971 roku ludność (z Bugajem) wynosiła 337.
Od 1 stycznia 1973 w gminie Aleksandrów Łódzki. W latach 1975–1998 część administracyjnie należała do ówczesnego województwa łódzkiego.